# 東部軍管区 (日本軍)

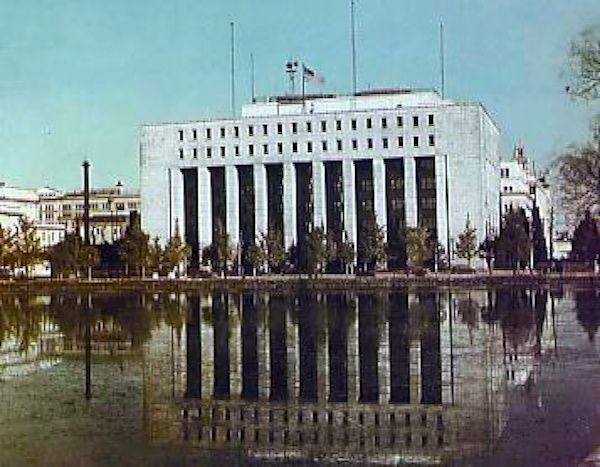
東部軍管区司令部が置かれた第一生命館（戦後撮影）

東部軍管区（とうぶぐんかんく）は、大日本帝国陸軍の軍管区のひとつ。

## 概要
1940年（昭和15年）8月に発足した東部軍の管轄区域であり、東部軍司令部が軍管区内の軍隊を指揮・統率した。
1945年（昭和20年）2月11日、第12方面軍の編成により東部軍が廃止され、その後は第12方面軍司令部が東部軍管区司令部を兼ね軍政を統轄した。

## 司令部人事
- 氏名、就任日の順に表示した。退任日は特に記していない物は全て後任者の就任日がそれに当る。
- 東部軍管区司令官は第12方面軍司令官が兼ねた。
- 第12方面軍司令官、参謀長及び参謀副長を兼任した者は、役職を表示する場合、『第12方面軍司令官兼東部軍管区司令官』となり、第12方面軍が本職の扱いであった。

### 歴代司令官
- 藤江恵輔 大将：1945年2月1日[1] - 1945年3月9日[2]（兼第12方面軍司令官）
- 田中静壱 大将：1945年3月9日[2] - 8月24日[注釈 2]（兼第12方面軍司令官）
- 土肥原賢二 大将：1945年8月25日（兼第12方面軍司令官）
- 北野憲造 中将：1945年9月23日 - 11月30日（兼第12方面軍司令官）

### 歴代参謀長
- 辰巳栄一 中将：1945年2月1日[1] - 3月1日[3]（兼第12方面軍参謀長）
- 高嶋辰彦 少将：1945年3月1日[3]（兼第12方面軍参謀長）

### 歴代参謀副長
- 高嶋辰彦 少将：1945年2月1日[1] - 3月1日[3]（兼第12方面軍参謀副長）
- 山崎正男 少将：1945年3月1日[3] - 8月5日（兼第12方面軍参謀副長）
- 吉野弘之 少将：1945年6月1日 - 8月6日
- 小沼治夫 少将：1945年8月5日 - 11月1日（兼第12方面軍参謀副長）
- 小野打寛 少将：1945年9月10日 -

### 歴代経理部長
- 渦川正義 主計中将：1945年1月29日 - （兼第12方面軍経理部長）[4]